# Otelu Rost
Otelu Rost è un passo collinare della Romania ad ovest della città di Sarmizegetusa (Hunedoara), chiamato "porte di ferro" al tempo dell'imperatore Traiano durante le sue campagne in Dacia dal 101 al 106.